# Динамо-Полтава
«Динамо-Полтава» — гандбольная команда из Полтавы. Участник чемпионата Украины по гандболу в Суперлиге.
Команда была создана в 1996 году по инициативе руководства Центрального совета ФСО «Динамо» Украины в Полтаве.
Главный тренер команды — Горский, Александр Жанович.
Цвета формы команды — красный и сине-белый.
Сезон 1996—1997 гг. в биографии динамовской команды отметился первой победой — команда стала призёром Чемпионата Украины первой лиги и получила право на участие в соревнованиях высшей лиги в числе 10 лучших команд Украины. В сезоне 2008/09 команда участвовала в гандбольном кубке Вызова, дойдя до 1/8 финала. В сезоне 2010/11 «Динамо» впервые завоевало медали национального первенства, став по итогам чемпионата вторым. Уже в следующем году команда достигает своего пика — становится чемпионом Украины и принимает участие в Лиге Чемпионов, где не проходит квалификационный раунд.
1 апреля 2013 года умирает президент клуба Иван Матиешин, с именем которого были связаны успехи полтавского «Динамо». Сразу же после смерти президента было объявлено, что «Динамо» снимается с чемпионата, но в итоге команда его доиграла, став четвертой.
Оставшись без финансирования, гандбольный клуб «Динамо» начал комплектоваться местными воспитанниками и на сегодняшний день является аутсайдером Суперлиги.

## Состав команды-2014/15
| №  | Имя                | Год рождения | Рост | Амплуа            |
| -- | ------------------ | ------------ | ---- | ----------------- |
| 1  | Михаил Дайментов   | 1982         | 192  | вратарь           |
| 2  | Дмитрий Сахно      | 1994         | 182  | полусредний       |
| 4  | Артур Головашич    | 1994         | 182  | левый полусредний |
| 7  | Даниил Леуш        | 1994         | 180  | разыгрывающий     |
| 9  | Артем Вызир        | 1994         | 187  | разыгрывающий     |
| 10 | Юрий Хауха (к)     | 1976         | 190  | разыгрывающий     |
| 12 | Михаил Варченко    | 1995         | 192  | вратарь           |
| 16 | Роман Дендеберя    | 1995         | 187  | вратарь           |
| 18 | Артем Вишневский   | 1984         | 200  | линейный          |
| 19 | Олег Пилипенко     | 1997         | 185  | разыгрывающий     |
| 20 | Виталий Шум        | 1995         | 177  | линейный          |
| 21 | Сергей Чунихин     | 1994         | 190  | левый крайний     |
| 22 | Даниил Стешин      | 1996         | 178  | линейный          |
| 23 | Виталий Занимонец  | 1990         | 189  | левый полусредний |
| 28 | Алексей Чемерись   | 1992         | 194  | линейный          |
| 33 | Дмитрий Ростовский | 1997         | 197  | левый полусредний |
| 77 | Дмитрий Дыч        | 1995         | 196  | левый полусредний |
| 61 | Дмитрий Мотузка    | 1995         | 181  | левый крайний     |
| 38 | Денис Мухин        | 1996         | 184  | крайний           |
| 42 | Михаил Павлюков    | 1997         | 186  | крайний           |